# ハッピー・トーク (曲)
「ハッピー・トーク」(Happy Talk) は、ロジャース&ハマースタイン作の1949年のミュージカル『南太平洋』で使われたショー・チューン。劇中では登場人物のブラッディー・メアリーが、自分の娘リアット (Liat) を見初めたアメリカ人のジョー・ケーブル中尉 (lieutenant Joe Cable) に、楽しく生きていこうと歌いかける。メアリーの歌に合わせて、リアットは手のジェスチャーを披露する。
エラ・フィッツジェラルドはこの曲をゴードン・ジェンキンスと彼の楽団とともにデッカ・レコードで吹き込み、アルバム『Miss Ella Fitzgerald & Mr Gordon Jenkins Invite You to Listen and Relax』に収録した。
「ハッピー・トーク」は、『南太平洋』の再演にあたって除去されることがしばしばあるが、これは、この曲の歌詞がニセモノのピジン言語で書かれており人種主義的だとされるためである。

## キャプテン・センシブル
1982年7月、ダムドのギタリストであるキャプテン・センシブルが、この曲をカバーし、全英シングルチャートの首位に2週間留まるヒットとしたが、このバージョンのバッキング・ボーカルにはドリー・ミクスチャーがフィーチャーされていた。
この曲のソングルがチャートの首位に達する成功を収めたのを受けて、ダムドは、1982年以降のセットリストに「ハッピー・トーク」をしばしば取り上げている。
| 先代 「愛はかげろうのように」 シャーリーン | 全英シングルチャート首位 1982年7月3日 - 7月10日 | 次代 「フェーム」 アイリーン・キャラ |

## その他のカバー・バージョン
- エラ・フィッツジェラルドはこの曲をゴードン・ジェンキンス（英語版）と彼の楽団とともにデッカ・レコードで「I'm Gonna Wash That Man Right Outa My Hair」とのカップリングによる78回転盤（SPレコード）シングを吹き込んだ。後にこの曲は、1955年のコンピレーション・アルバム『Miss Ella Fitzgerald & Mr Gordon Jenkins Invite You to Listen and Relax』に収録された。
- ミュリエル・スミス（英語版）は、1951年11月にイギリス・コロムビア・レーベルにこの曲を録音した。(DB2957)
- ドリス・デイは、1960年12月にこの曲を録音して、アルバム『Bright and Shiny』に収録した。
- ナンシー・ウィルソンは、1961年にキャノンボール・アダレイと共作したアルバム『Nancy Wilson/Cannonball Adderley』に収録した。
- クロディーヌ・ロンジェは、1968年のアルバム『Love is Blue』にこの曲を収録した[3]。
- ハーパーズ・ビザール（英語版）は、1960年代後半に、この曲をカバーしている。ハーパーズ・ビザールのバージョンは、2014年に日本でファミリーマートのCMに使用された[4]。
- ダニエル・ジョンストンとジャド・フェア（英語版）は、この曲を1989年のアルバム『It's Spooky』に収録した。
- フォー・フレッシュメン（英語版）は、この曲を2002年のアルバム『First Affair/Voices in Fun』に収録した。
- カーリン・アリソンは、この曲を2015年のアルバム『Many A New Day: Karrin Allyson Sings Rodgers & Hammerstein』にケニー・バロン、ジョン・パティトゥッチとの共演で収録した。

### CM
- 1999年頃、キリンラガービールのテレビCMで、様々なアレンジで使われた[5][6][7][8][9][10][11]。

### サンプリング
- 2004年、イギリスのグライムMCディジー・ラスカルは、キャプテン・センシブルのバージョンをサンプリングして、シングル「Dream」に使用し、このシングルは全英シングルチャートの14位まで上昇した[12]。

### 映画
- 映画『ウォレスとグルミット ペンギンに気をつけろ! (The Wrong Trousers)』では、グルミットがうるさい音楽で寝られないという場面で、この曲のオルガンによる短い演奏が聞かれる。